# Марион, Жан (композитор)
Жан Марион (фр. Jean Marion, 6 мая 1912 г. Париж — 24 марта 1967 г. Марсель) — французский композитор, автор музыкального сопровождения для десятков французских кино- и телефильмов в 1940-е — 1960-е годы.

## Биография
Ж. Марион известен как композитор во французском кино с 1942 по 1967 год.

## Фильмография
- 1942 : L’Inévitable Monsieur Dubois режиссёра Пьера Бильона (Pierre Billon)
- 1942 : Le Médecin des neiges режиссёра Марселя Ишака (Marcel Ichac)
- 1943 : Voyage sans espoir режиссёра Кристиан-Жака (Christian-Jaque)
- 1943 : Les Deux Timides Ива Аллегре (Yves Allégret)
- 1945 : La Boîte aux rêves Ива Аллегре и Жана Шуа (Jean Choux)
- 1946 : Leçon de conduite Жиля Гранжье (Gilles Grangier)
- 1947 : Фантомас Жана Саша (Jean Sacha)
- 1947 : Встреча в Париже Жиля Гранжье
- 1948 : Carrefour du crime Жана Саша
- 1948 : Métier de fous Андре Юнебеля (André Hunebelle)
- 1949 : Миссия в Танжере Андре Юнебеля
- 1949 : Миллионеры на один день Андре Юнебеля
- 1949 : Король Марк-Жильбера Савойона (Marc-Gilbert Sauvajon)
- 1950 : Méfiez-vous des blondes Андре Юнебеля
- 1950 : Амедей Жиля Гранжье
- 1950 : Ma pomme Марк-Жильбера Савойона
- 1951 : Mon phoque et elles Пьера Бильона
- 1951 : Tapage nocturne Марк-Жильбера Савойона
- 1951 : Моя жена великолепна Андре Юнебеля
- 1951 : Жизнь - игра Раймона Лебурсье
- 1951 : Соломенный любовник Жиля Гранжье
- 1952 : Женщина-орхидея Раймона Лебурсье (Raymond Leboursier)
- 1952 : Le Duel à travers les âges Пьера Фукада (Pierre Foucaud)
- 1952 : Massacre en dentelles Андре Юнебеля
- 1952 : Господин Такси Андре Юнебеля
- 1952 : Voyage sans espoir Кристиан-Жака
- 1953 : Три мушкетёра Андре Юнебеля
- 1953 : Cet homme est dangereux Жана Саша
- 1953 : Mon mari est merveilleux Андре Юнебеля
- 1954 : Каде-Руссель Андре Юнебеля
- 1954 : Le Feu dans la peau Марселя Блистена (Marcel Blistène)
- 1955 : Gueule d’ange Марселя Блистена
- 1955 : Treize à table Андре Юнебеля
- 1955 : Casse-cou, mademoiselle Кристиана Стенгеля (Christian Stengel)
- 1955 : Невыносимый господин БолтунАндре Юнебеля
- 1956 : Манекены Парижа Андре Юнебеля
- 1957 : OSS 117 n’est pas mort Жана Саша
- 1957 : Tous peuvent me tuer Анри Декуэна ([Henri Decoin)
- 1957 : Les Collégiennes Андре Юнебеля
- 1958 : Такси, прицеп и коррида Анри Юнебеля
- 1958 : Les femmes sont marrantes Анри Юнебеля
- 1959 : Impasse des vertus Пьера Мере (Pierre Méré)
- 1959 : Горбун Андре Юнебеля
- 1959 : Три мушкетёра Клода Барма (Claude Barma)
- 1960 : Капитан Андре Юнебеля
- 1960 : Сирано де Бержерак Клода Барма
- 1961 : Тайны Бургундского двора Андре Юнебеля
- 1962 : Парижские тайны Андре Юнебеля
- 1962 : Les Culottes rouges Алекса Жоффре (Alex Joffé)
- 1962 : Le Reflux Поля Жежоффа (Paul Gégauff)
- 1963 : Муж моей жены Жиля Гранжье
- 1965 : La Grosse Caisse Алекса Жоффре
- 1966 : Ресторан господина Септима Жака Бенара (Jacques Besnard)
- 1967 : Оскар Эдуара Молинаро (Édouard Molinaro)